# Звуковой удар

Наблюдатель слышит звук удара, когда волна доходит до него.

Конус Маха

Звуковой удар (англ. sonic boom) —  акустическое явление в виде хлопка (обычно — двойного), которое возникает при распространении в атмосфере ударных волн от тела, летящего со сверхзвуковой скоростью. Термин принято использовать в связи с движением в атмосфере тел со сверхзвуковой скоростью (чаще всего — самолетов) при котором возникает сопутствующий эффект импульсного аудио-воздействия (хлопок). Звуковой удар порождается рядом природных явлений (гром, метеоры) и техногенных причин (например, щёлкание хлыста).

## Физика явления
Тело, движущееся в воздухе со сверхзвуковой скоростью, генерирует ударную волну. Такая ударная волна называется головной ударной волной. На достаточно большом удалении от обтекаемого тела интенсивность этой ударной волны мала, и она пересекает направление набегающего потока под углом, близким к углу Маха, который рассчитывается по формуле
{\displaystyle \sin \alpha ={\frac {1}{M}}={\frac {c}{v}}}
где M = v/c — это число Маха, а c — скорость звука при данной температуре. Поэтому ударная волна приобретает характерную конусообразную форму с вершиной в районе переднего края движущегося тела. Этот конус называется конусом Маха.
Когда эта ударная волна достигает поверхности земли, скачок давления на её фронте действует на барабанные перепонки и воспринимается как резкий и громкий хлопок.
Сила звукового удара зависит от: высоты полёта объекта, числа М, угла атаки, траектории полёта, атмосферного давления на уровне земли и на высоте полёта, и направления ветра по высотам. Например, хлопок от самолёта, летящего на высоте 15 км со скоростью 2120 км/ч слышен на расстоянии до 40 км от трассы пролёта. Если полёт происходит на высоте 1,5 км со скоростью М=1,25 то хлопок будет слышен в полосе шириной 8 км.
Хлопок с интенсивностью 5 кгс/м² является максимально допустимым, не причиняющим вреда населению.
На базе Лётно-исследовательского института в период с 1956 и до начала 1970-х годов под руководством И. В. Остославского и А. Д. Миронова был проведён большой комплекс лётных исследований физики этого явления для оценки влияния на окружающую среду звукового удара и шума сверхзвуковых самолётов. Одним из результатов этой деятельности стало принятие в СССР правил, разрешающих разгон до сверхзвуковой скорости только на высотах не ниже 9-10 км, а полёты тяжёлых сверхзвуковых самолётов с массой более 135 тонн не ниже 17 км .
По современным нормам, полёт любого самолёта со сверхзвуковой скоростью над территорией РФ разрешён на эшелоне не ниже 11100 м (кроме специальных зон над безлюдной местностью). При выполнении боевого задания эти нормы не действуют.